# Brote de mpox en México de 2022-2023
El  brote de mpox en México de 2022-2023 inició cuando la Secretaría de Salud, confirmó el primer caso importado de la viruela del mono, detectado en la Ciudad de México. Se trata de un hombre de 50 años con síntomas leves, quien fue aislado de manera preventiva. La persona es residente permanente de la ciudad de Nueva York y probablemente se contagió en Holanda.

## Síntomas
Estos son los síntomas principales que se han reportado de la viruela símica son:
- Erupción con ampollas en la cara, manos, pies, ojos, boca y genitales.
- Fiebre
- Dolor de cabeza
- Dolor muscular
- Baja energía, manifestada con una anemia atípica
- Ganglios linfáticos inflamados

La viruela del mono se propaga entre las personas de muchas maneras:
- Contacto físico con alguien con síntomas.
- Tocar cosas contaminadas con el virus (ropa, toallas, superficies, etc.)

## Estadística por estado
| Entidad             | Caso(s) confirmado(s) | Fallecido(s) | Recuperado(s) |
| ------------------- | --------------------- | ------------ | ------------- |
| Ciudad de México    | 1765                  | 3            | 1500          |
| Jalisco             | 351                   | 0            | 346           |
| Estado de México    | 312                   | 0            | 276           |
| Yucatán             | 108                   | 0            | 70            |
| Quintana Roo        | 86                    | 0            | 57            |
| Tabasco             | 43                    | 0            | 43            |
| Puebla              | 38                    | 0            | 36            |
| Nuevo León          | 32                    | 0            | 15            |
| Chiapas             | 29                    | 0            | 25            |
| Baja California     | 25                    | 1            | 23            |
| Veracruz            | 24                    | 0            | 21            |
| Querétaro           | 20                    | 0            | 6             |
| Morelos             | 19                    | 0            | 18            |
| Guanajuato          | 17                    | 0            | 16            |
| Sinaloa             | 16                    | 0            | 13            |
| Hidalgo             | 14                    | 0            | 14            |
| Chihuahua           | 13                    | 0            | 12            |
| Coahuila            | 12                    | 0            | 9             |
| Tamaulipas          | 11                    | 0            | 10            |
| Nayarit             | 10                    | 0            | 9             |
| Guerrero            | 9                     | 0            | 8             |
| Aguascalientes      | 8                     | 0            | 8             |
| Oaxaca              | 8                     | 0            | 6             |
| Campeche            | 7                     | 0            | 7             |
| Michoacán           | 7                     | 0            | 6             |
| Tlaxcala            | 6                     | 0            | 5             |
| Sonora              | 5                     | 0            | 4             |
| Colima              | 4                     | 0            | 4             |
| San Luis Potosí     | 3                     | 0            | 2             |
| Zacatecas           | 3                     | 0            | 1             |
| Baja California Sur | 1                     | 0            | 1             |
| Durango             | 1                     | 0            | 0             |
| TOTAL               | 3007                  | 4            | 2571          |